# Луткарство
Луткарство је грана извођачке уметности која подразумева стварање и анимацију (оживљавање) лутака у позоришној представи или другој врсти наступа. Лутка је неживи објекат, често обликован да подсећа на човека, животињу или митолошко биће, којим управља луткар (аниматор). Луткар користи руке, штапове, конопце (конце), сенке или друге механизме како би покренуо лутку и удахнуо јој живот пред публиком. Луткарство је древна уметничка форма присутна у готово свим културама света и користи се за забаву, образовање, ритуалне сврхе, друштвену сатиру и терапију. 

## Дефиниција и основни елементи
Суштина луткарства је у 'оживљавању' неживог објекта - лутке - да би се испричала прича, пренела емоција или идеја. Основни елементи луткарства су:
- Лутка: Анимирани објекат који представља лик или симбол. Може бити различитих облика, величина и материјала.
- Луткар (Аниматор): Особа која покреће лутку и даје јој "живот". Луткар може бити видљив или скривен од публике.
- Анимација/Манипулација: Техника којом луткар покреће лутку. Свака врста лутке захтева специфичну технику анимације.
- Сцена/Простор: Место где се представа одвија. То може бити специјализована луткарска сцена (параван), класична позорница или било који други простор.
- Публика: Посматрачи пред којима се луткарска представа изводи.

## Историјат
Луткарство је једна од најстаријих форми позоришта. Трагови лутака пронађени су у древним цивилизацијама Египта, Грчке, Индије и Кине, где су често имале ритуалну или религиозну улогу. У средњовековној Европи луткарство је било популарно кроз наступе путујућих трупа, приказивање библијских прича, али и кроз форме народног театра са ликовима попут Панча у Енглеској или Пулчинеле у Италији (који је утицао на настанак Панча и других сличних ликова).
Изузетно богате и софистициране луткарске традиције развиле су се у Азији:
- Вајанг кулит: Традиционално позориште сенки са кожним луткама на Јави и Балију (Индонезија).
- Бунраку: Јапанско позориште са великим луткама које анимирају по три видљива луткара.
- Вијетнамско луткарство на води.
- Кинеско позориште сенки и марионета.

У 20. веку луткарство доживљава препород као озбиљна уметничка форма, захваљујући авангардним уметницима, али и развоју телевизије (нпр. рад Џима Хенсона и Мапетоваца). Данас је луткарство признато као равноправна извођачка уметност са широким спектром стилова и примена.

## Врсте лутака и технике анимације
Постоји велики број врста лутака, које се класификују према начину на који се покрећу:
- Ручне (гињол) лутке: Лутке које се навлаче на руку као рукавица. Луткар прстима покреће главу и "руке" лутке. Најпознатији примери су лутке типа Гињола (Француска) или Панча (Панч и Џуди, Енглеска).
- Штапне лутке (јавајке): Лутке чије се тело и/или удови покрећу помоћу штапова, најчешће одоздо. Глава је често на централном штапу, док се руке покрећу тањим штаповима. Популарне су у многим традицијама, укључујући неке азијске и европске.
- Марионете: Лутке које се покрећу одозго, помоћу конаца или жица привезаних за различите делове тела лутке, а који су повезани са дрвеним крстом (тзв. концима или филферманом) који држи луткар. Омогућавају сложене покрете.
- Лутке за позориште сенки: Плоснате, често зглавкасте фигуре чије се сенке пројектују на осветљено платно или параван. Луткар манипулише луткама између извора светлости и платна. Изузетно развијено у Азији (Вајанг кулит у Индонезији, кинеско и турско позориште сенки - Карађоз).
- Предметни театар / Театар објеката: Форма у којој свакодневни предмети добијају улогу ликова и бивају анимирани.
- Маске и велике лутке: Форме где извођач носи маску која представља лик, или манипулише великом лутком која може обухватити и део тела извођача или захтевати више аниматора (нпр. лутке у парадама или неким представама попут Ратног коња).
- Црно позориште: Техника која користи УВ светло и флуоресцентне материјале. Луткари обучени у црно су невидљиви на црној позадини, док лутке и објекти "лете" по сцени. Иако није искључиво луткарска техника, често се користи за анимацију лутака и предмета.
- Остале врсте: Прстне лутке, стоне лутке (манипулишу се на столу), Бунраку лутке (велике јапанске лутке које анимирају три луткара видљива на сцени) итд.

## Луткарство у Србији
Луткарство у Србији има своју традицију, иако се професионални развој интензивирао након Другог светског рата.
- Историјат: Постоје трагови путујућих луткара и народних форми луткарства (нпр. "Куку, Тодоре") у ранијим периодима. Прва професионална и институционална луткарска сцена почиње да се развија оснивањем првих дечјих и луткарских позоришта после 1945. године.[4]
- Професионална позоришта: Данас у Србији постоји значајна мрежа професионалних позоришта за децу и луткарских позоришта, која негују луткарство као основну или једну од важних делатности. Најзначајнија су:
  - Позориште лутака „Пинокио” (Београд)
  - Мало позориште „Душко Радовић” (Београд)
  - Позориште младих (Нови Сад) - има значајну луткарску сцену
  - Дечје позориште Суботица
  - Народно позориште „Тоша Јовановић”, Зрењанин - Луткарска сцена
  - Позориште за децу Крагујевац
  - Луткарско позориште Ниш
- Фестивали: Најзначајнији међународни фестивал у Србији посвећен позоришту за децу, са снажним фокусом на луткарству, је Међународни фестивал позоришта за децу у Суботици.[5]
- Образовање: Образовање кадрова за луткарство (глумци-луткари, редитељи, креатори лутака) стиче се на Академији уметности у Новом Саду или кроз специфичне предмете на Факултету драмских уметности или Факултету примењених уметности.[тражи се извор] * Значајне личности: Српско луткарство обележили су многи редитељи, глумци-аниматори, креатори лутака и сценографи. Шаблон:Дорадити

## Примена луткарства
Осим као позоришна уметност намењена првенствено деци, али и одраслима, луткарство има и друге примене:
- Образовање: Као педагошко средство у настави, за развијање маште, језика и социјалних вештина.
- Терапија: У психотерапији и арт терапији (драматерапија) као средство за изражавање емоција и решавање проблема.
- Друштвена и политичка сатира: Лутке се често користе за критику друштва или политичких фигура (нпр. традиција Панча, или савремене форме).
- Филм и Телевизија: Анимација лутака користи се у филмовима и ТВ серијама (нпр. Мапет шоу, рад Џима Хенсона).
- Рекламирање.